# 星勢力娛樂
星勢力娛樂股份有限公司（英文：Power Generation Entertainment Co.,Ltd.，縮寫：PGE）簡稱星勢力，是一家臺灣的媒體公司，經營項目包括電視節目、電視劇集、數位電影、電影之製作及發行、衍生商品製作及發行、電視版權授權買賣及藝人經紀等，成立於2001年，2002年開始營運，星勢力總部位於台北市中山區。

## 戲劇作品
- 2002年：愛情白皮書 (2002)
- 2004年：戀香
- 2005年：海豚愛上貓、我只在乎你
- 2008年：蜂蜜幸運草、協奏曲
- 2009年：星光下的童話、源
- 2012年：回家（原名：太平輪1949，中國大陸劇名：彼岸1945）
- 2013年：飛越·龍門客棧
- 2016年：聶小倩
- 2016年：我喜歡你，你知道嗎？
- 2017年：暗黑者3 台灣越獄篇
- 2019年：愛情白皮書 (2019)

## 電影作品
2007年 泥巴色的純白(未上映，僅於電影台播出)
2008年 夏天的向日葵(未上映，僅於電視台播出)
2014落跑吧愛情2014年上映

## 大事記
2004年 戀香入圍電視金鐘獎最佳技術獎(包括攝影、美術、燈光、錄音和剪輯五項)。
2005年 海豚愛上貓獲工研院光電所選為台灣研發之新影音科技產品FVD發表會之DEMO帶。
2005年 十一月 台北電視節，海豚愛上貓被SONY選為該公司HD影院播映系統展示中唯一的電視劇DEMO帶。
2005年 我只在乎你入圍電視金鐘獎最佳男配角。
2007年 一月 自製電視電影泥巴色的純白，獲得行政院新聞局補助製播優質高畫質電視節目。
2008年 蜂蜜幸運草電視連續劇，入選行政院新聞局補助製播優質高畫質電視節目。
2008年 協奏曲電視連續劇，入選行政院新聞局補助製播優質高畫質電視節目。
2009年 回家電視連續劇籌拍中，入選行政院新聞局補助製播優質高畫質電視節目。
2009年 星光下的童話，入選行政院新聞局補助製播優質高畫質電視節目。
2010年 回家入選行政院新聞局補助製播優質高畫質電視節目。
2012年 回家102年度電視金鐘獎入圍8項（戲劇節目獎、男主角獎、男女配角獎、導演獎、編劇獎、剪輯獎以及美術設計獎），並拿下戲劇節目男主角（周渝民）與男配角獎（李李仁）

### 戲劇播出資訊(台灣)
| 開播日期   | 播出頻道   | 戲劇名稱         | 播出時間             | 備註 |
| ---------- | ---------- | ---------------- | -------------------- | ---- |
| 2002.04.26 | 中視主頻   | 《愛情白皮書》   | 每周五晚上十點       | 播畢 |
| 2002.04.28 | 中視主頻   | 《愛情白皮書》   | 每周日下午三點       | 播畢 |
| 2002.08.06 | 衛視中文台 | 《愛情白皮書》   | 每周一～周五晚上八點 | 播畢 |
| 2003.11.09 | 台視主頻   | 《戀香》         | 每周日晚上九點       | 播畢 |
| 2008.05.25 | 中視主頻   | 《蜂蜜幸運草》   | 每周日晚上十點       | 播畢 |
| 2008.05.31 | 八大綜合台 | 《蜂蜜幸運草》   | 每周六晚上十點半     | 播畢 |
| 2009.01.28 | 台視主頻   | 《協奏曲》       | 每周一～周四晚上十點 | 播畢 |
| 2010.01.31 | 華視主頻   | 《星光下的童話》 | 每周日晚上十點       | 播畢 |
| 2010.02.06 | TVBS歡樂台 | 《星光下的童話》 | 每周六晚上十點       | 播畢 |
| 2012.11.08 | 公視HD     | 《回家》         | 每周一～周五晚上九點 | 播畢 |
| 2012.12.20 | 公視HD     | 《回家》         | 每周一～周五晚上九點 | 播畢 |
| 2013       | 壹綜合     | 《回家》         | 2013年年初           | 播畢 |
| 2013       | 公視       | 《回家》         | 播畢                 |      |

### 戲劇播出資訊(海外)
| 開播日期   | 播出頻道    | 所在地   | 戲劇名稱           | 播出時間                  | 備註   |
| ---------- | ----------- | -------- | ------------------ | ------------------------- | ------ |
| 2007.05.16 | 江蘇影視    | 中國大陸 | 《我只在乎你》     | 每周一~周五晚上五點三十分 | 播畢   |
| 2011.06.20 | RTMTV2      | 馬來西亞 | 《星光下的童話》   | 每周一~周五晚上六點       | 播畢   |
| 2012.11.08 | 浙江衛視    | 中國大陸 | 《回家(彼岸1945)》 | 每周一~周日晚上七點三十分 | 播送中 |
| 2012.12.05 | Astro至尊HD | 馬來西亞 | 《回家》           | 每周一~周五晚上六點       | 播送中 |

### 電影放映資訊(台灣)
| 播映日期   | 播出頻道 | 電影名稱         | 播出時間 | 備註 |
| ---------- | -------- | ---------------- | -------- | ---- |
| 2007.12.29 | LS TIME  | 《泥巴色的純白》 | 晚上九點 | 播畢 |
| 2011.05.01 | 公視     | 《夏天的向日葵》 |          | 播畢 |

## 出版物
| 名稱                             | 發行日期   | 出版公司 | 作者               | 備註 |
| -------------------------------- | ---------- | -------- | ------------------ | ---- |
| 戀香                             | 2003.11.06 | 大田出版 | 星勢力娛樂/製作    |      |
| 戀香寫真書                       | 2003.12.15 | 大田出版 | 星勢力娛樂/著      |      |
| Eddie＆Ben照相簿：戀香寫真全追蹤 | 2004.02.09 | 大田出版 | 星勢力娛樂/製作    |      |
| 回家：電視劇小說                 | 2011.12    | 商周出版 | 星勢力娛樂、曾月卿 |      |

## 外部連結
- 星勢力娛樂官網 （页面存档备份，存于）
- 星勢力娛樂的Facebook專頁
- 台灣公司資料 （页面存档备份，存于）